# Sompa (Jõhvi)
Sompa est un village de la Commune de Jõhvi du Comté de Viru-Est en Estonie. Au 1er janvier 2012, le village compte 83 habitants